# Switched-On Brandenburgs
Switched-On Brandenburgs — двойной студийный альбом американского композитора Венди Карлос, выпущенный в 1980 году на лейбле CBS Masterworks. Это был седьмой альбом, выпущенный Карлос, и четвёртый альбом в её цикле электронной классической музыки, в который также входили Switched-On Bach (1968), The Well-Tempered Synthesizer (1969) и Switched-On Bach II (1974). Это также был первый альбом, который она выпустила как Венди, а не Уолтер Карлос.
Двойной альбом представляет собой сборник всех шести Бранденбургских концертов Баха в интерпретации Карлос на её модульном синтезаторе Moog. Концерты № 1, (большая часть) № 2 и № 6 были записаны специально для альбома. Концерты № 3, № 4 и № 5 ранее были выпущены на альбомах Switched-On Bach, The Well-Tempered Synthesizer и Switched-On Bach II соответственно (хотя вторая часть концерта № 3 была перезаписана для этого релиза). Первая часть концерта № 2 была записана для альбома By Request, выпущенного в 1975 году, однако в этом альбоме также представлена обновлённая версия.

## Отзывы критиков
| Оценки критиков               | Оценки критиков |
| Источник                      | Оценка          |
| ----------------------------- | --------------- |
| AllMusic                      | [ 5 ] [ 6 ]     |
| The Rolling Stone Album Guide | [ 7 ]           |

Рецензент журнала Billboard подчеркнул, что даже те, кто играет на традиционных инструментах, не говоря уже о других исполнителях электронной музыки, должны восхищаться виртуозностью и ритмичностью Карлос, которых она добивается с помощью своего электронного оборудования. В журнале Cash Box написали: «Хотя этому двойному набору не хватает новизны, которая подняла более раннюю пластинку Карлос, „Switched-On Bach“, на вершину хит-парадов, он показывает, что мастер синтезатора не утратила своей особой изюминки. Тембры были тщательно подобраны, чтобы передать атмосферу оригинальных концертов; и особенно во вторых партиях во многих отрывках чувствуется настоящая атмосфера XVIII века. Дополнительным бонусом для „бранденбургских“ поклонников является то, что синтезаторная обработка позволяет в некоторых случаях слышать контрапунктические линии даже более отчетливо, чем в аранжировках Баха».

## Список композиций
Concerto No. 1 In F Major BWV 1046
A1. Allegro — 4:10
A2. Adagio — 4:06
A3. Allegro — 4:23
A4. Menuetto — Trio I — Polacca — Trio II — 6:51
Concerto No. 3 In G Major BWV 1048
B1. Allegro — 6:26
B2. Adagio — 2:51
B3. Allegro — 5:06
Concerto No. 4 In G Major BWV 1049
B4. Allegro — 8:02
B5. Andante — 3:33
B6. Presto — 4:39
Concerto No. 5 In D Major BWV 1050
C1. Allegro — 10:47
C2. Affettuoso — 5:31
C3. Allegro — 4:48
Concerto No. 2 In F Major BWV 1047
D1. Allegro — 5:48
D2. Andante — 4:23
D3. Allegro Assai — 2:57
Concerto No. 6 In B Flat Major BWV 1051
D4. Allegro — 6:53
D5. Adagio Ma Non Tanto — 4:37
D6. Allegro — 5:29

## Чарты

### Еженедельные чарты
| Чарт (1980)                       | Высшая позиция |
| --------------------------------- | -------------- |
| США (Best Selling Classical LP’s) | 17             |

### Годовые чарты
| Чарт (1980)                       | Позиция |
| --------------------------------- | ------- |
| США (Best Selling Classical LP’s) | 33      |